# Карамыс
Карамыс (каз. Қарамыс) — село в Шетском районе Карагандинской области Казахстана. Входит в состав Шетского сельского округа. Код КАТО — 356487200.

## Население
В 1999 году население села составляло 289 человек (164 мужчины и 125 женщин). По данным переписи 2009 года в селе проживало 209 человек (114 мужчин и 95 женщин).